# Gustav Heinrich Otth
Gustav Heinrich Otth (ur. 2 czerwca 1806, zm. 8 listopada 1874) – szwajcarski mykolog i oficer wojskowy.
Był bratem przyrodnika Carla Adolfa Ottha (1803–1839). Gustav Otth znany jest ze swoich badań taksonomicznych. M.in. opisał Pucciniastrum – rodzaj pasożytniczych grzybów z rodziny rdzakowatych (Pucciniastraceae), a także wiele gatunków grzybopodobnych organizmów z rodzaju Peronospora.
Przy nazwach naukowych utworzonych przez niego taksonów dodawany jest skrót jego nazwiska G.H. Otth.